# Josef Vlach
Josef Vlach (* 8. Juni 1923 in Ratměřice; † 17. Oktober 1988 in Linköping, Schweden)  war ein tschechischer Geiger und Dirigent, Gründer des Vlach-Quartetts und langjähriger Leiter des Tschechischen Kammerorchesters.

## Leben und Wirken
Josef Vlach war der Sohn eines Metzgers und Amateurmusikers und erhielt seinen ersten Musikunterricht von seinem Vater und seinem älteren Bruder Václav. 1938 wurde er in die Violin-Klasse von Stanislav Novák am Prager Konservatorium aufgenommen und studierte dort später Bratsche und Kammermusik bei Ladislav Černý. Während des Zweiten Weltkriegs war er für sieben Monate zum Kriegsdienst eingezogen. Anschließend setzte er seine Studien am Prager Konservatorium bei Josef Ladislav Mička und Antonín Šlajs fort und studierte ab 1947 an der Akademie der musischen Künste in Prag (AMU) Violine bei Jindřich Feld und Jaroslav Pekelský sowie Kammermusik bei Karel Moravec. Sein Studium schloss er im Jahr 1951 ab.
Bereits während des Studiums spielte er von 1941 bis 1943 die zweite Geige in einem Streichquartett gemeinsam mit Václav Neumann und danach 1943/44 im Orchester des Stadttheaters Ústí nad Labem. Als Solist debütierte er mit Tschaikowskis Violinkonzert mit den Prager Symphonikern, ab 1946 war er neben Jiří Novák Konzertmeister des von Václav Talich gegründeten Tschechischen Kammerorchesters (Český komorní orchestr) bis zur Auflösung des Orchesters 1948. Anschließend spielte er kurze Zeit in der Gruppe der zweiten Violinen in der Tschechischen Philharmonie und war dann von 1949 bis 1957 Mitglied des Schauspielorchesters des Prager Nationaltheaters.
Vlach gründete im Jahr 1950 als Primarius das Vlach-Quartett, ein Streichquartett, das bis 1975 bestand. Nachdem das Quartett 1955 den ersten Preis beim internationalen Streichquartettwettbewerb in Lüttich (Concours international de quatuor à cordes de la ville de Liège) gewonnen hatte, wurde es überregional bekannt, unternahm weltweit Konzertreisen und ausgedehnte Tourneen und machte als Streichquartett des Tschechoslowakischen Rundfunks über 160 Aufnahmen.
1957 begründete Vlach zudem ein Kammerorchester, das aus etwa 22 Musikern bestand, darunter Mitglieder des Vlach-Quartetts. Auf Wunsch von Václav Talich erhielt es den Namen Tschechisches Kammerorchester (Český komorní orchestr, international bekannt als Czech Chamber Orchestra). Das Orchester arbeitete regelmäßig mit namhaften Solisten zusammen wie Leonid Kogan, Henryk Szeryng, Ivan Moravec, dem Pianisten Jan Panenka und dem Cellisten Josef Chuchro. Mit dem Orchester trat Vlach international auf, so zum Beispiel bei den Salzburger Festspielen (1962) beim Musikfestival in Bath, beim Festival Prager Frühling, beim Bergen International Festival, beim Festival in Dubrovnik und beim Festival in Osaka. Vlach leitete und dirigierte dieses Ensemble bis zu seinem Tod.
Als Dirigent übernahm Vlach 1963 außerdem erstmals die Leitung der Tschechischen Philharmonie und dirigierte seitdem auch mehrfach das Prager Radiosinfonieorchester und die Prager Symphoniker. Nach 1969 erfolgte eine regelmäßige Zusammenarbeit mit dem von Josef Suk gegründeten Suk-Kammerorchester, das er u. a. bei den Salzburger Festspielen dirigierte, sowie der Kammerphilharmonie Pardubice (Komorní filharmonie Pardubice) und dem Prager Kammerorchester.
Seit 1968 lehrte Valch an der AMU in Prag und wurde dort ein Jahr später zum außerordentlichen Professor für Violine und Kammermusik ernannt. Eine reguläre Professur wurde ihm aus politischen Gründen verwehrt. Außerdem unterrichtete er im Rahmen von Kursen in Belgien, Schweden, Dänemark und Island.
Zahlreiche Tonaufnahmen erfolgten mit dem Vlach-Quartett, dem Tschechischen Kammerorchester, dem Suk-Kammerorchester, der Tschechischen Philharmonie und dem Dvořák-Kammerorchester; hauptsächlich veröffentlicht beim Label Supraphon.
Während einer Konzertreise in Schweden erlitt Josef Vlach bei einer Probe auf der Bühne einen Schlaganfall und starb kurz darauf in einem Krankenhaus in Linköping. Er wurde in seinem Geburtsort Ratměřice beerdigt.

## Privates
Vlach war seit 1954 mit seiner Frau Danuše Vlachová verheiratet und hatte zwei Töchter: die Geigerin Jana Vlachová (* 1955), die im Jahr 1982 das Neue Vlach-Quartett (später Vlach Quartett Prag) gründete, und die Geigerin und Musikpädagogin Dana Vlachová (* 1957).

## Filmporträt
Das tschechische Fernsehen dokumentierte das Leben und Wirken von Josef Valch in einer 60-minütigen Filmdokumentation aus dem Jahr 1997 mit zahlreichen Film- und Tonaufnahmen, Konzertmitschnitten sowie Interviews mit Künstlerkollegen. Die Dokumentation beinhaltet auch seine Arbeit mit dem Tschechischen Kammerorchester sowie die Entwicklung des Vlach-Quartetts zum späteren Vlach Quartett Prag und ist in tschechischer Sprache in 4 Teilen abrufbar bei YouTube:
- Filmporträt über Josef Vlach (Teil 1)
- Filmporträt über Josef Vlach (Teil 2)
- Filmporträt über Josef Vlach (Teil 3)
- Filmporträt über Josef Valch (Teil 4)